# Ворона (приток Быстрицы)
Воро́на (укр. Ворона) — река Украины, в пределах Надворнянского, Коломыйского и Ивано-Франковского районов Ивано-Франковской области. Правый приток Быстрицы-Надворнянской (бассейн Днестра).

## Описание
Длина реки 81 км, площадь бассейна 699 км². Ширина долины от 40 м до 1 км. Русло извилистое. Уклон реки 3,86 м/км. На реке много перекатов и быстрин.

## Русло
Ворона берёт начало на юго-востоке от города Надворная. Течёт преимущественно на северо-восток, ниже пгт Отынии поворачивает на север, а от города Тысменица течёт на северо-запад. Впадает в Быстрицу-Надворнянскую возле сёл Подлужье и Волчинец, у подножия Волчинецкого холма (за несколько километров до соединения с Быстрицей-Солотвинской — места, где берёт начало река Быстрица).

## Притоки
Крупнейшие притоки: Поломский, Рокитное, Стримба, Студенец (левые); Велесница, Стебник, Опришина (правые).